# IP3
O IP3 - Itinerário Principal n.º 3 é um Itinerário Principal de Portugal. Liga a fronteira de Vila Verde da Raia à cidade portuária da Figueira da Foz servindo os distritos de Vila Real, Viseu e Coimbra. Possui uma extensão de 279 km, dos quais 202 km em perfil transversal de autoestrada e os restantes 77 km em perfil de via rápida com 1 faixa de rodagem, repartidos da seguinte forma:
- Vila Verde da Raia - Viseu (A25) – troço em perfil transveral de autoestrada. Atualmente, é designado e está sinalizado como A24, mas originalmente era considerado como não mais do que uma via rápida com perfil de autoestrada, pelo que os primeiros lanços estavam também sinalizados como IP3. Com uma extensão de 162 km foi concluído em 2010. A maior parte deste troço está concessionado à Norscut.

- Viseu (A25) - Coimbra (A1) — troço em perfil de via rápida com 1 faixa de rodagem, construída de raiz na sua grande maioria, mas com aproveitamento de alguns troços da N 2 onde em alguns casos se mantiveram os cruzamentos de nível. Com uma extensão de 77 km foi concluído em 1999. A maior parte deste troço está concessionado à Infraestruturas de Portugal.

- Figueira da Foz - Coimbra (A1) — troço em perfil de autoestrada, pelo que é designado e está sinalizado como A14. Com uma extensão de 40 km foi concluído em 2002. Este troço está concessionado à Brisa.

A construção do IP3 já estava prevista no Plano Rodoviário Nacional de 1985, e ficou totalmente concluída em 2010, com a inauguração da ligação de Vila Verde da Raia à fronteira com Espanha. O troço entre Viseu e Coimbra (o único em perfil de via expressa) tem apresentado elevados níveis de sinistralidade rodoviária desde a sua abertura, pelo que já foram apresentados vários planos para ser substituído por uma autoestrada ou para ser sujeito a uma profunda requalificação.
O troço entre Vila Verde da Raia e Coimbra integra a Estrada Europeia E 801.

## Troços

### Viseu – Coimbra

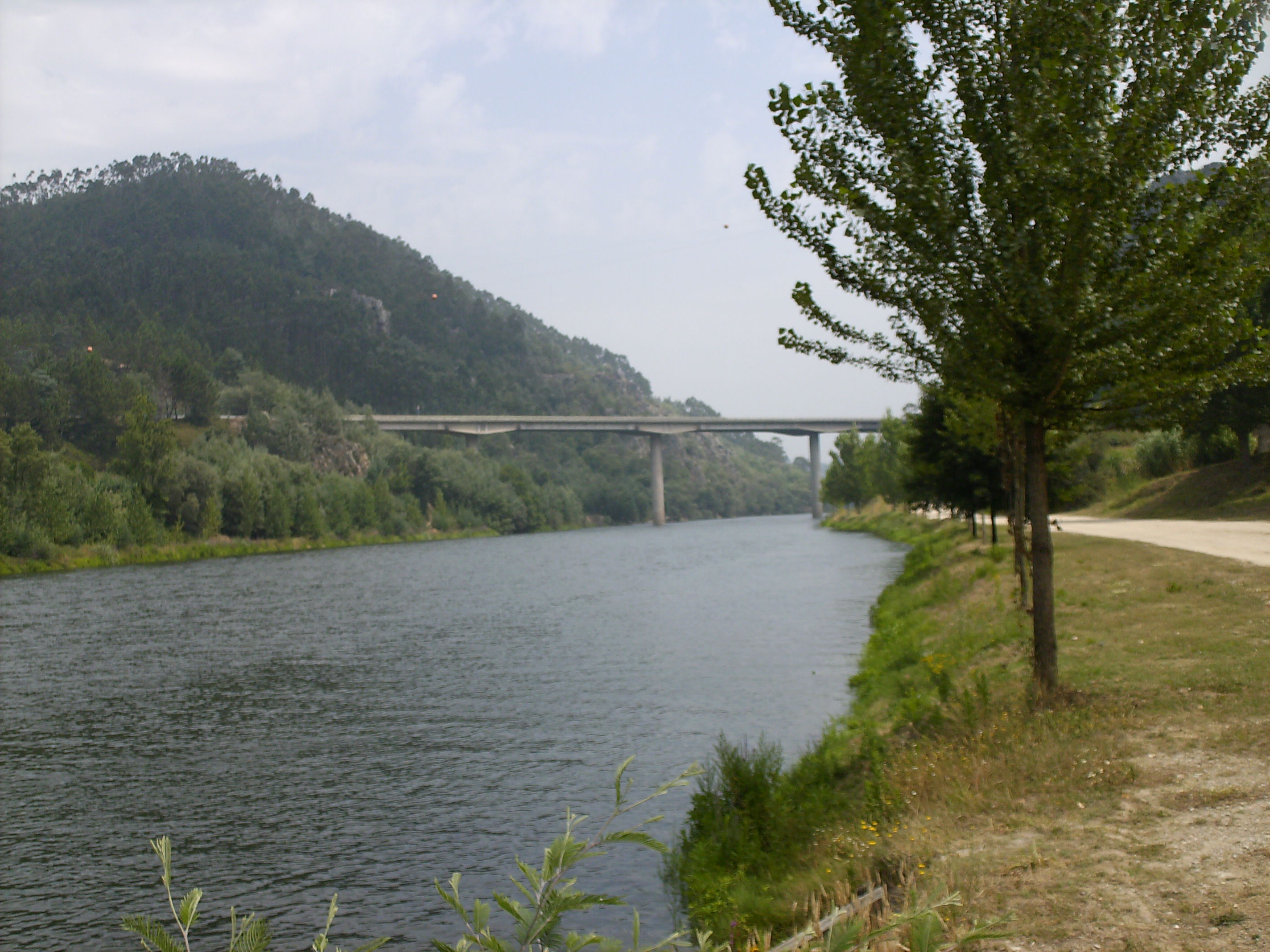
Ponte da Livraria do Mondego, sobre o rio Mondego, em Vila Nova, Penacova.

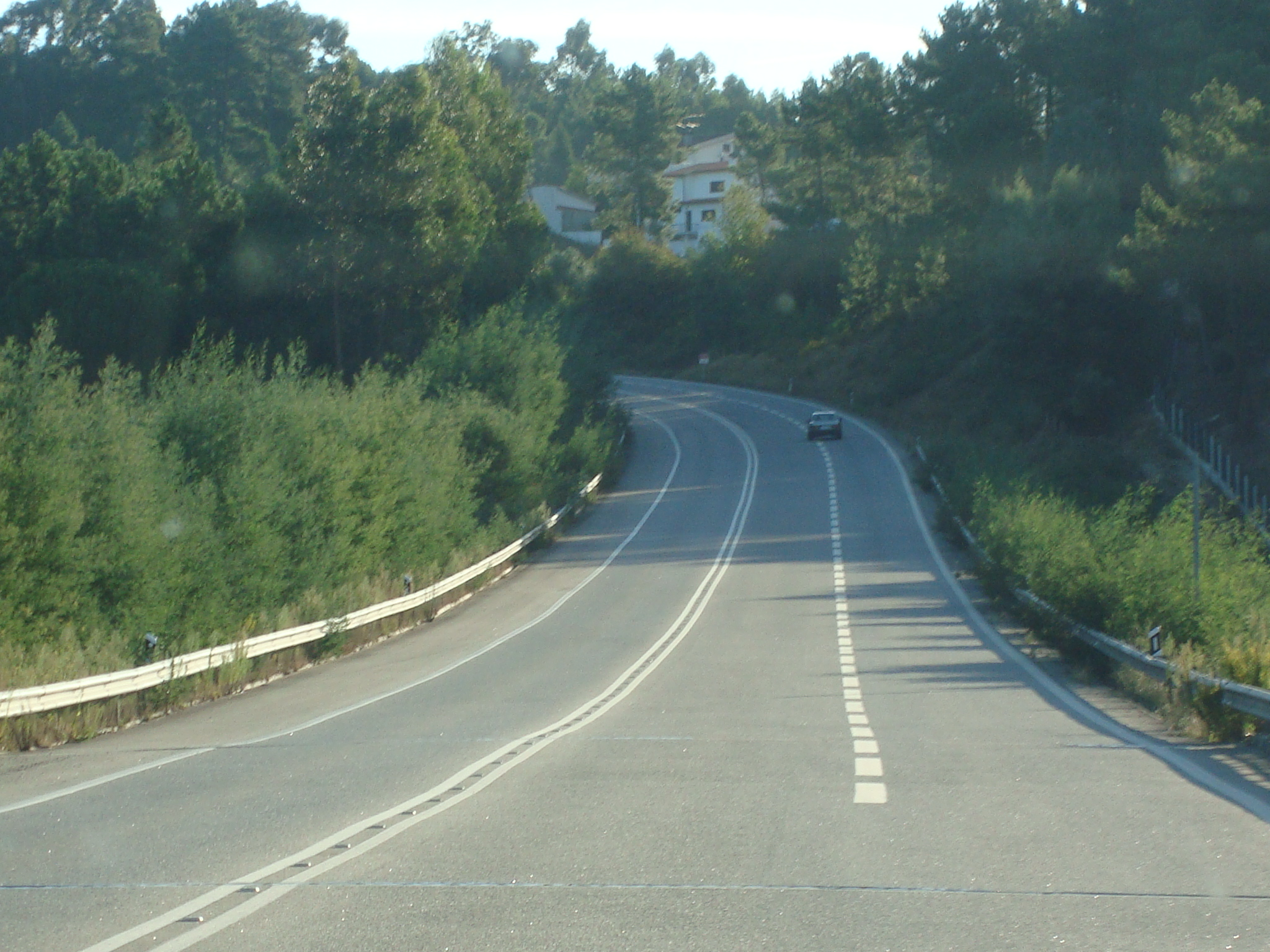
Troço do IP3, perto de São Miguel do Outeiro, Tondela.

No lanço entre Viseu e Coimbra o IP3 é uma via rápida com uma faixa de rodagem; possui um perfil transversal que alterna entre 1+1 vias (geralmente em zonas planas) e 2+1 vias (geralmente em desníveis). Apesar disso, existem alguns troços com 2+2 vias, nomeadamente nas proximidades de Coimbra e de Viseu. Esta via está exclusivamente sinalizada como IP3 (e E801) e está concessionada à empresa pública Infraestruturas de Portugal. Tem, nesta zona, um traçado muito perigoso, já tendo provocado inúmeras vítimas em acidentes de trânsito. Pelo menos 153 pessoas já morreram na sequência de acidentes de viação ocorridos nos no Itinerário Principal desde a sua inauguração, em 1991 até 2023. A designação IP3 é normalmente associada a este troço.
A construção do IP3 (secção Coimbra–Viseu) desenvolveu-se maioritariamente na década de 1990, embora o troço Oliveira do Mondego–Chamadouro já estivesse construído desde inícios da década de 1980, integrado na N2, aquando da construção da Barragem da Aguieira, tendo sido aproveitado para o traçado do IP3.
Nos primeiros troços construídos do IP3, entre Coimbra e Porto da Raiva, a estrada tinha inicialmente um pavimento construído em betão e cimento. Devido às grandes fendas que surgiram posteriormente, este pavimento foi substituído por um de asfalto.
Também este troço entre Coimbra e Porto da Raiva foi alvo de uma grande transformação quando em inícios da década de 2000 foi colocado separador central em toda a sua extensão, depois de pressões das populações. Graças a esta medida, a sinistralidade rodoviária neste troço baixou em grande escala.
O troço a partir do Porto da Raiva e até Viseu não tem separador central mas tem um traçado ligeiramente menos sinuoso.
É maioritariamente a partir de Santa Comba Dão que o traçado do IP3 deixa de ser menos sinuoso, mas não deixa de ter zonas perigosas, como é exemplo a ponte em curva do Faíl, perto de Viseu, ao km 114, e antes desta, a descida com uma inclinação de 7%.
A ligação às zonas que o IP3 serve, é feita maioritariamente por nós desnivelados; no entanto há duas exceções, onde o acesso é feito por entroncamentos de nível: o entroncamento de Oliveira do Mondego e o entroncamento de Cunhedo, ambos no km 69. Após obras efetuadas entre 2019 e 2021, os dois entroncamentos deixaram de existir, passando a ser feito por nós desnivelados.
No início de agosto de 2015, foi aberta ao tráfego uma nova ponte sobre o rio Dão, localizada ao km 75 do IP3, na zona da Barragem da Aguieira, na fronteira entre os municípios de Mortágua e Santa Comba Dão. Simultaneamente, a ponte original, que fora construída em inícios da década de 1980, foi encerrada. A cerimónia de inauguração oficial da nova Ponte da Foz do Dão decorreu no dia 7 de agosto, cerca de uma semana depois da entrada ao serviço da nova ponte.
No primeiro trimestre de 2018, a Infraestruturas de Portugal adjudicou as obras de requalificação do IP3 e em junho de 2018, foi anunciado um concurso público. As obras durarão de 3 a 4 anos.

## Estado dos troços
| Troço                                          | Situação | km   |
| ---------------------------------------------- | --- | ---- |
| Figueira da Foz - Montemor-o-Velho oeste       | Em serviço (1994) como IP 3 Renomeado (década de 2000) para A 14 (Concessão: Brisa) | 12,0 |
| Montemor-o-Velho oeste - Arazede               | Em serviço (16/03/2001) como A 14 (Concessão: Brisa) | 12,8 |
| Arazede - Ançã                                 | Em serviço (11/2001) como A 14 (Concessão: Brisa) | 9,6  |
| Ançã - Coimbra ( A 1 )                         | Em serviço (31/07/2002) como A 14 (Concessão: Brisa) | 5,5  |
| Coimbra ( A 1 ) - Coimbra (IC2)                | Em serviço (1982) Alargado (2002) para 2+2 vias (Concessão: Rede Rodoviária Nacional) | 3    |
| Coimbra (IC2) - Porto da Raiva                 | Em serviço (1991) Previsto um alargamento para 2+2 vias (Concessão: Rede Rodoviária Nacional) | 24   |
| Porto da Raiva - Chamadouro                    | Em serviço (c. 1980) sem formato de via rápida ( N 2 ) Em serviço (1999) parcialmente com formato de via rápida ( IP 3 ) (Concessão: Rede Rodoviária Nacional) | 11   |
| Chamadouro - Rojão Grande ( IC 12 )            | Em serviço (1998) (Concessão: Rede Rodoviária Nacional) | 6    |
| Rojão Grande ( IC 12 ) - Santa Comba Dão       | Em serviço (c. 1980) sem formato de via rápida ( N 2 ) Em serviço (1999) com formato de via rápida ( IP 3 ) Previsto um alargamento para 2+2 vias (Concessão: Rede Rodoviária Nacional)                                                                           | 3    |
| Santa Comba Dão - Tondela (sul)                | Em serviço (1996) Em obras de duplicação e requalificação para perfil de 2+2 vias, conclusão da obra prevista para agosto de 2027 (Concessão: Rede Rodoviária Nacional)                                                                                           | 11   |
| Tondela (norte) - Valverde                     | Em serviço (c. 1985) sem formato de via rápida ( N 2 ) Em serviço (1996) com formato de via rápida ( IP 3 ) Em obras de duplicação e requalificação para perfil de 2+2 vias, conclusão da obra prevista para agosto de 2027 (Concessão: Rede Rodoviária Nacional) | 7    |
| Valverde - São Miguel do Outeiro               | Em serviço (1994) Em obras de duplicação e requalificação para perfil de 2+2 vias, conclusão da obra prevista para agosto de 2027 (Concessão: Rede Rodoviária Nacional)                                                                                           | 7    |
| São Miguel do Outeiro - Faíl (N2)              | Em serviço (03/04/1990) Em obras de duplicação e requalificação para perfil de 2+2 vias, conclusão da obra prevista para agosto de 2027 (Concessão: Rede Rodoviária Nacional)                                                                                     | 4    |
| Faíl (N2) - Viseu ( A 25 )                     | Em serviço (11/05/2001) (Concessão: Rede Rodoviária Nacional) | 3    |
| Viseu ( A 25 ) - Viseu (norte)                 | Em serviço (29/09/2006) como A 24 (Concessão: Rede Rodoviária Nacional) | 4,0  |
| Viseu (norte) - Carvalhal                      | Em serviço (29/06/2005) como A 24 (Concessão: Interior Norte) | 24,0 |
| Carvalhal - Castro Daire (norte)               | Em serviço (31/08/2002) como IP 3 Reclassificado (década de 2000) para A 24 (Concessão: Interior Norte) | 9,7  |
| Castro Daire (norte) - Bigorne                 | Em serviço (2003) como A 24 (Concessão: Interior Norte) | 8,4  |
| Bigorne - Peso da Régua                        | Em serviço (31/10/1998) como IP 3 Reclassificado (década de 2000) para A 24 (Concessão: Interior Norte) | 24,0 |
| Peso da Régua - Vila Real ( IP 4 )             | Em serviço (28/11/2004) como A 24 (Concessão: Interior Norte) | 21,8 |
| Vila Real ( IP 4 ) - Fortunho                  | Em serviço (02/06/2006) como A 24 (Concessão: Interior Norte) | 4,0  |
| Fortunho - Vila Pouca de Aguiar ( A 7 )        | Em serviço (24/06/2007) como A 24 (Concessão: Interior Norte) | 18,1 |
| Vila Pouca de Aguiar ( A 7 ) - Pedras Salgadas | Em serviço (30/11/2006) como A 24 (Concessão: Interior Norte) | 12,1 |
| Pedras Salgadas - Vila Verde da Raia           | Em serviço (15/07/2006) como A 24 (Concessão: Interior Norte) | 33,4 |
| Vila Verde da Raia - Espanha                   | Em serviço (19/06/2010) como A 24 (Concessão: Interior Norte) | 1,1  |

## Perfil
| Troço                           | Perfil | Extensão |
| ------------------------------- | ------ | -------- |
| Figueira da Foz - Coimbra       |        | 40 km    |
| Coimbra ( A 1 ) - Coimbra (IC2) |        | 3 km     |
| Coimbra (IC2) - Faíl (N2)       |        | 73 km    |
| Faíl (N2) - Viseu ( A 25 )      |        | 3 km     |
| Viseu - Vila Verde da Raia      |        | 162 km   |

## Saídas

### Figueira da Foz – Coimbra
| Número da Saída                       | km | Nome da Saída                                                                                      | Estrada que liga |
| ------------------------------------- | -- | -------------------------------------------------------------------------------------------------- | ---------------- |
|                                       | 0  | Figueira da Foz                                                                                    |                  |
| 1                                     | 0  | Aveiro Leiria                                                                                      | N 109            |
| 2                                     | 0  | Vila Verde Zona Portuária                                                                          | M 600            |
| 3                                     | 4  | Vila Verde                                                                                         | N 111-2          |
| 3A                                    | 5  | Aveiro Leiria                                                                                      | A 17             |
| 4                                     | 12 | Maiorca Montemor-o-Velho (oeste) Sítio Classificado dos Montes de Santa Olaia e Ferrestelo Verride | N 111/M601       |
| Praça de Portagem de Montemor-o-Velho |    | |                  |
| 5                                     | 17 | Montemor-o-Velho (este) Soure / Condeixa - (N342-1 / N347)                                         | N 111            |
| 6                                     | 25 | Arazede                                                                                            | N 335            |
| 7                                     | 35 | Ançã                                                                                               | N 234-1          |
| 8                                     | 39 | Lisboa/Condeixa/Coimbra Sul Porto/Mealhada                                                         | A 1              |
| Praça de Portagem de Coimbra-Norte    |    | |                  |
|                                       |    | direção Viseu Coimbra Norte                                                                        | IP 3             |

### Coimbra – Viseu
| Número da Saída                   | km  | Nome da Saída                                                                    | Estrada que liga |
| --------------------------------- | --- | -------------------------------------------------------------------------------- | ---------------- |
|                                   |     | direção Lisboa / Porto Figueira da Foz                                           | A 1 A 14         |
| 9                                 | 40  | Figueira da Foz Adémia                                                           | N 111            |
| 8                                 | 43  | Coimbra (Norte) / Lisboa Águeda / Porto                                          | IC 2             |
| 9                                 | 47  | Souselas Botão                                                                   | R 336            |
| 9A                                | 53  | Figueira de Lorvão Lorvão                                                        | M 535            |
| 10                                | 56  | Penacova (norte) Luso Serra do Buçaco Espinheira Sazes do Lorvão                 | M 235            |
| 11                                | 60  | Penacova Vila Nova de Poiares                                                    | M 235            |
| Ponte da Livraria do Mondego      |     |                                                                                  |                  |
| 12                                | 64  | Penacova (sul) Vila Nova de Poiares Miro Friúmes Livraria do Mondego             | R 2              |
| ?                                 | 67  | Porto da Raiva Coiço Alto das Lamas                                              | M 2              |
| 13                                | 67  | Covilhã Oliveira do Hospital Arganil Piódão                                      | IC 6             |
| 13A                               | 69  | Oliveira do Mondego                                                              |                  |
| Ponte do Cunhedo                  |     |                                                                                  |                  |
| 13B                               | 69  | Cunhedo                                                                          |                  |
| Ponte sobre a Ribeira de Mortágua |     |                                                                                  |                  |
|                                   | 71  | Acesso local                                                                     |                  |
| 14                                | 71  | Almaça                                                                           |                  |
| 15                                | 73  | Mortágua Hotel Barragem da Aguieira Travanca do Mondego                          | N 228            |
| ?                                 | 75  | Restaurante Hotel Tráfego Local                                                  |                  |
| Ponte da Foz do Dão               |     |                                                                                  |                  |
|                                   | 75  | Acesso local                                                                     |                  |
| 17                                | 78  | Chamadouro Oveiro                                                                |                  |
| 18                                | 79  | Rojão Grande Lameiras Senhora da Ribeira                                         |                  |
| 19                                | 82  | Tábua Nelas Guarda Mangualde Carregal do Sal São João de Areias Serra da Estrela | IC 12            |
| ?                                 | 84  | Vimieiro Pinheiro de Ázere                                                       |                  |
| Ponte de Santa Comba Dão          |     |                                                                                  |                  |
| 20                                | 85  | Santa Comba Dão Granjal                                                          | M 2              |
| 21                                | 89  | Vila Pouca Treixedo                                                              | M 2              |
| 22                                | 97  | Tondela (sul) Carregal do Sal                                                    | R 230            |
| 23                                | 100 | Tondela (norte) Molelos Campo de Besteiros                                       | R 230            |
| 24                                | 103 | Nandufe Canas de Santa Maria                                                     | M 2              |
| 25                                | 110 | S. Miguel do Outeiro Parada de Gonta                                             | M 2              |
| 26                                | 115 | Viseu (Centro) (Sul - Instituto PIAGET) Fail Vila Chã de Sá                      | M 2              |
|                                   | 118 | direção Viseu Norte Vila Real A 25 Vilar Formoso                                 | A 24             |

### Viseu – Vila Verde da Raia
| Número da Saída | km   | Nome da Saída                                                     | Estrada que liga     |
| --------------- | ---- | ----------------------------------------------------------------- | -------------------- |
|                 |      | direção Coimbra Tondela                                           | IP 3                 |
| 1               | 162  | Aveiro / Porto A 1 Viseu / ESPANHA                                | A 25                 |
| 2               | 156  | Viseu (Norte) Vil de Souto                                        | N 337 (antigo IP 5 ) |
| 3               | 152  | Viseu (Norte) S Pedro do Sul Área de Serviço Viseu Norte - Pronto | N 16                 |
| 4               | 138  | Arcas Pindelo dos Milagres                                        | N 2                  |
| 5               | 132  | Carvalhal Alva                                                    | N 2                  |
| 6               | 128  | Castro Daire São Pedro do Sul Vila Nova de Paiva                  | N 225                |
| 7               | 123  | Castro Daire (norte) Cinfães                                      | N 2                  |
| 8               | 115  | Reconcos Bigorne / Resende                                        | N 2                  |
| 9               | 102  | Lamego Tarouca                                                    | N 226                |
| 10              | 95   | Valdigem Armamar                                                  | R 313                |
| 11              | 91   | Peso da Régua Santa Marta de Penaguião Mesão Frio                 | N 2 N 108            |
| 12              | 78   | Nogueira Portela                                                  |                      |
| 13              | 76   | Vila Real (sul) Constantim Sabrosa                                | R 313                |
| 13A             | 73   | Porto Vila Real Bragança                                          | A 4                  |
| 14              | 69   | Porto / Vila Real Bragança                                        | IP 4                 |
| 15              | 65   | Vilarinho de Samardã Fortunho                                     | N 2                  |
| 16              | 47   | Vila Pouca de Aguiar                                              | N 206                |
| 17              | 45   | Porto Guimarães Ribeira de Pena                                   | A 7                  |
| 18              | 34   | Bragado Pedras Salgadas                                           |                      |
| 19              | 25,1 | Vidago                                                            | N 2                  |
| 20              | 17   | Redondelo Boticas                                                 | N 103                |
| 21              | 9    | Chaves Bustelo                                                    | R 507                |
| 21A             | 5    | parque industrial                                                 | R 506                |
| 22              | 1    | Vila Verde da Raia                                                | N 103-5              |
|                 |      | Fronteira                                                         |                      |
|                 |      | Espanha                                                           | A-75                 |